# Filtration
Pour la notion de mathématiques, voir Filtration (mathématiques).
La filtration est un procédé de séparation permettant de séparer les constituants d'un mélange qui possède une phase liquide et une phase solide au travers d'un milieu poreux.
L'utilisation d'un filtre permet de retenir les particules du mélange hétérogène qui sont plus grosses que les trous du filtre (porosité). Le liquide ayant subi la filtration est nommé filtrat ou perméat, tandis que la fraction retenue par le filtre est nommée résidu, rétentat ou gâteau.
La filtration peut aussi désigner le phénomène passif d'épuration naturelle ou de diminution de la turbidité qui se produit quand l'eau pénètre un lit de sable ou de sédiment pour rejoindre la nappe.
La filtration est une technique très utilisée dans les domaines de l'agroalimentaire, de la chimie et de la pharmacie, mais également par de nombreuses espèces animales, principalement aquatiques. Chez les animaux filtreurs (éponges, bivalves…), c'est un mode actif d'alimentation. Le rein assure également une fonction de filtration.

## Classification

### Mode de passage du fluide
Il existe deux principales techniques de filtration :
- la filtration frontale, la plus connue, consiste à faire passer le fluide à filtrer perpendiculairement à la surface du filtre. C'est la technique employée par exemple pour les filtres à café. Les particules étant retenues par le filtre, cette technique est limitée par l'accumulation des particules à sa surface, qui finissent peu à peu par le boucher (colmatage) ;
- la filtration tangentielle, au contraire, consiste à faire passer le fluide tangentiellement à la surface du filtre. C'est la pression du fluide qui permet à celui-ci de traverser le filtre. Les particules, dans ce cas, restent dans le flux de circulation tangentiel, et le bouchage s'effectue ainsi beaucoup moins vite. Cependant, cette technique est réservée à la filtration des très petites particules, d'une taille allant du nanomètre jusqu'au micromètre.

### Dimension des pores
On peut aussi nommer différemment l'opération de filtration suivant la taille des pores du filtre :
- filtration clarifiante : diamètre des pores entre 10 et 450 µm ;
- microfiltration : diamètre des pores entre 10 ou 20 nm et 10 µm ;
- ultrafiltration : diamètre des pores entre 1 ou 2 et 10 ou 20 nm ;
- osmose inverse : diamètre des pores entre 0,1 et 1 nm[1],[2].

On parle de filtration stérilisante lorsque le diamètre des pores est inférieur à 0,22 µm (220 nm), permettant la rétention des micro-organismes.

## Mécanismes de filtration

### Criblage (ou tamisage)
C'est un phénomène mécanique, autrement appelé filtration en surface. Le filtre est une membrane perforée par des pores calibrés et de diamètres voisins.
Le filtre retient toutes les particules dont le diamètre est supérieur au diamètre des pores. On parle de filtre écran ou de filtre membrane.
L'avantage de cette technique est qu'elle ne retient pas les liquides.
Les inconvénients sont :
- pores d'un diamètre de l'ordre du micromètre ;
- possibilité de colmatage du filtre.

Pour pallier le problème de colmatage il existe trois types de solution :
- l'augmentation du diamètre des pores du filtre, tant que les critères de filtration sont respectés ;
- la mise en place d'une préfiltration, parfois par un filtre aux pores de diamètre plus important ou plus généralement par l'installation d'un cyclone ou d'un multi-cyclone en amont ;
- la mise en place d'un système de décolmatage, par secousse (de plus en plus rare) ou à air comprimé.

On peut également noter que le colmatage du filtre, entraînant la formation d'un gâteau sur ce dernier est un élément important de la filtration car ce gâteau devient lui-même un élément filtrant. La maîtrise du colmatage/décolmatage du filtre en est d'autant plus importante.

### Absorption
Autrement appelée filtration en profondeur. Ce mécanisme consiste à retenir à l'intérieur du réseau poreux du filtre des particules dont la taille peut être inférieure au diamètre des pores.
C'est un phénomène physique, avec deux facteurs principaux :
- réseau poreux chargé électriquement ;
- constitué par de longs et fins canalicules fortement contournés.

Filtres constitués de cellulose, laine, coton.
L'avantage principal est la grande capacité de rétention.
Les inconvénients sont :
- possibilité de relâcher les particules (relargage ou désorption) ;
- absorption de liquides ;
- difficulté de définir la porosité.

### Osmose inverse
L'osmose inverse est un procédé de filtration à travers une membrane semi-perméable à l'inverse du gradient osmotique par application d'une pression sur le liquide à filtrer. Elle est utilisée pour le traitement de l'eau, notamment la dessalinisation de l'eau de mer et la production d'eau purifiée, et dans l'industrie agroalimentaire pour concentrer sirops de fruit, mélasses, moûts, lait, etc.

## Équipement
Au niveau industriel, la filtration est largement utilisée notamment dans l'industrie chimique où la filtration est une méthode de séparation de choix après une cristallisation. Différents systèmes sont disponibles en fonction des conditions de la filtration
Dans d'autres domaines industriels (cimenterie, fonderie, etc.) la filtration est généralement effectuée par criblage/tamisage et les filtres sont, dans la grande majorité du temps, des filtres à manches.

### Filtre nutsche
Il s'agit de la version industrielle du filtre Büchner utilisé au laboratoire. Cet équipement est très utilisé, car toutes les étapes de la filtration jusqu'au séchage peuvent être effectuées dans la même unité.

## Caractéristiques physiques des filtres

### Capacité de rétention
Elle correspond au diamètre de la plus grande particule solide qui passe à travers le filtre.
Selon le mécanisme, on parlera de diamètre moyen des pores (pour le criblage) ou de seuil de rétention (pour l'adsorption).

#### Diamètre moyen des pores
La porosité est le diamètre maximum des particules retenues par le filtre.
La porosité est déterminée par la mesure d'une pression, selon la formule suivante :
{\displaystyle d=4\,{\frac {K\,\alpha }{P}}\quad {\begin{cases}d,{\text{diamètre des pores}}\\[-1ex]K,{\text{constante des conditions opératoires}}\\[-1ex]\alpha ,{\text{tension superficielle du liquide}}\\[-1ex]P,{\text{pression}}\end{cases}}}
Il y a une arrivée d'air comprimé dans un tube hermétiquement clos qui contient le filtre à étudier.
De l'eau est apportée pour humecter la partie supérieure du filtre.
Puis, on augmente progressivement la pression de l'air et on note la pression nécessaire pour faire apparaître la première bulle d'air, c'est le point de bulle, permettant de déterminer la taille des particules les plus grosses pouvant passer à travers le filtre et donc, sa spécificité.
Après avoir encore augmenté la pression, des bulles apparaissent sur l'ensemble de la surface, et on obtient le diamètre moyen des pores.
Grâce à la formule, on calcule deux valeurs de porosité :
1. Le diamètre des plus gros pores ;
2. La porosité proprement dite du filtre.

#### Seuil de rétention
C'est le diamètre de la plus grande particule sphérique solide qui passe au travers du filtre dans des conditions données.
Il correspond à 1 % des particules d'un diamètre donné retenues par le filtre.

### Débit de filtration
Il correspond à la quantité de filtrat recueillie pendant une unité de temps.
La formule de poiseuille permet théoriquement de le déterminer :
{\displaystyle V={\frac {N.dP.R^{4}}{8.\eta .L}}\qquad {\begin{cases}V,{\text{débit en mL/min}}\\N,{\text{nombre de canaux (proportionnel à la surface)}}\\dP,{\text{différence de pression entre les deux faces du filtre}}\\R,{\text{rayon moyen des pores}}\\L,{\text{épaisseur du filtre}}\end{cases}}}
Le débit augmente avec la surface, la pression et le diamètre des pores. Il diminue avec la viscosité du fluide et l'épaisseur du filtre.
Ce débit n'est pas constant, car il se produit un phénomène de colmatage. Le colmatage ralentit la filtration par augmentation de l'épaisseur du filtre, mais aussi par réduction du diamètre des pores.

## Caractéristiques des performances des filtres

### Pouvoir de séparation
Il doit être homogène et stable dans le temps.
Il dépend de la structure du filtre avec répartition homogène du pore, et il ne doit pas y avoir d'évolution du diamètre avec le temps.

### Efficacité nominale
C'est la valeur arbitraire relative basée sur le pourcentage de rétention (en million de particules) par rapport à la valeur de référence donnée par le fabricant. Malheureusement, différents fabricants de filtres définissent l'efficacité nominale de manière différente. Certains définissent l'efficacité sur la base du pourcentage de rétention des particules de taille égale au seuil de filtration, alors que d'autres la définissent sur la base du pourcentage de rétention des particules de taille égale ou supérieure au seuil de filtration, ce qui donne évidemment une valeur plus élevée. Cette variété de définitions rend la comparaison entre filtres très ardue pour les utilisateurs.

### Efficacité absolue
Elle correspond au diamètre de la plus grande particule sphérique et indéformable qui traverse le filtre dans les conditions de test spécifiées.

## Matériaux de filtration

### Fibres de cellulose ou de bois
Les adjuvants organiques de filtration constituent une solution de remplacement de la terre de diatomées et de la perlite, en offrant à l’utilisateur de nouveaux avantages techniques et économiques.
En plus de leur excellente capacité de séparation liquide-solide, les adjuvants organiques de filtration sont particulièrement économiques, écologiques, inoffensifs, fiables et performants.
Il est possible de traiter pratiquement toutes les filtrations liquide-solide dans les secteurs suivants : industries chimique et pharmaceutique, agro-industrie, boissons, jus de fruits, spiritueux, métallurgie, travail des métaux, environnement : traitement des eaux usées, conditionnement des boues.